# Rodenberg
Rodenberg é uma cidade da Alemanha localizada no distrito de Schaumburg, estado da Baixa Saxônia.
É membro e sede do Samtgemeinde de Rodenberg.